# Состав (фильм)
«Состав», или «Холтрейн» (нем. Wholetrain) — первый немецкий кинофильм, посвященный граффити с документальными и справочными элементами. Показ фильма в кинотеатрах Германии начался 5 октября 2006 года. В нём идет речь о двух командах KSB («Keep steel burning», в переводе по смыслу — «Пусть вагоны сияют рисунками») и ATL («Above the law», в переводе — «Выше закона»), борющихся в своем городе за звание лучших. Борьба характеризуется как насилием, так и творчеством.

## История
Сценарий был написан Флорианом Гаагом, как и постановка и саундтрек. Гааг участвовал в действующем Writer и окончил школу искусств в Нью-Йорке, а после её завершения четыре года работал над фильмом. По возвращении в Германию, началась серьёзная работа над фильмом. Все вопросы по поводу фильма оказались очень трудными. Первым препятствием стал поиск киностудии, что было решено благодаря поддержке Кристиана Клооса из «ZDF — Das kleine Fernsehspiel».
Goldkind Filmproduktion заметил потенциал и взял на себя студийную деятельность. Следующей задачей стал поиск железнодорожной компании, которая могла бы предоставить для окраски свои поезда, и, к примеру, такая компания, как Deutsche Bahn строго отказалась поддерживать этот проект, так как у них появился страх подражателей и преступников. Они также хотели остановить проект в Европе и обратиться к другим предприятиям. В конечном счете, в городе Варшава было дано разрешение на съемку фильма.
Показанные и окрашенные поезда — Серия EN57, принадлежащая оператору Koleje Mazowieckie, дочерней компании Польских государственных железных дорог.
У Гаага появилось желание активной работы в фильме, рисовать на всю. Но этого не получится, так как выдано определенное количество действующих составов. В работу было включено около 3 000 людей. После того, как было всё устроено, Гааг начал тренинг. Актёры должны были научиться всему, что должен показать фильм, в том числе вся граффити-терминология. В фильме встречаются большие, но не окрашенные изображения. Опытный райтер привлек несколько эскизов в фильм, которые они изобразили в полном масштабе аэрозольными баллонами.
Райтерами, ответственными за части фильма, являются Cemnoz, Neon, Won, Ciel (Benedikt Gahl), Mons и Pure.
Запуск DVD и саундтрека состоялся 7 декабря 2007 года.

## В ролях
| Актёр                   | Роль       |
| ----------------------- | ---------- |
| Мики Адлер              | Давид      |
| Флориан Реннер          | Тино       |
| Якоб Маченц             | Ахим       |
| Элиас М'Барек           | Элиас      |
| Геральд Александр Хельд | Штайнбауэр |

## Награды
- Urban World Vibe Film Fest New York — лучший художественный фильм
- Cologne Conference — лучший художественный фильм
- Sarajevo Film Festival — лучший молодёжный фильм
- Exground Filmfest Wiesbaden — лучший молодёжный фильм
- Берлинский кинофестиваль — Особое упоминание «Диалог в перспективе»
- МКФ «Молодость» — лучший художественный фильм (2007), Приз зрительских симпатий (2007)
- Adolf-Grimme-Preis — Вымысел (2009)

## Музыка
Саундтрек был написан Флорианом Гаагом. Вокалистами стали: KRS-One, Afu-Ra, Freddie Foxxx, Grand Agent, Planet Asia, O.C., El Da Sensei, Tame One, а также исполнитель главной роли Флориан Реннер (Damion Davis).